# Lmg-Pist 41/44
El Lmg-Pist 41/44 (Leichtes Maschinengewehr Pistole 41/44) fue un subfusil de origen suizo. El arma utilizaba un complicado mecanismo de retroceso corto accionado por palanca para su funcionamiento. Aun siendo un subfusil, el arma es técnica y mecánicamente un derivado de la ametralladora ligera Furrer M25.
La Lmg-Pist 41/44 fue fabricada con tolerancias estrechas en sus componentes y era difícil de limpiar y mantener en condiciones de campaña. Varios miles de ejemplos de esta arma costosa y sofisticada sirvieron con las fuerzas militares suizas junto con un mayor número de subfusiles de producción bajo licencia de Suomi KP/-31 MP43/44.
La palanca de doble enlace de bloqueo de palanca del Furrer está conectada al conjunto del cañón, el cerrojo y el receptor. El movimiento es algo controlado. Hay algunas similitudes con otras armas más simples como la Luger, la Pedersen, la Schwarzlose y la Maxim.